# Diazole
Diazole là một trong hai đồng phân dị vòng của các hợp chất hóa học có công thức phân tử C3H4N2, có một vòng năm cạnh gồm ba nguyên tử carbon và hai nguyên tử nitơ.
Hai đồng phân gồm:
- Imidazole (1,3-diazole)
- Pyrazole (1,2-diazole)